# 奧克蘭河
奧克蘭河是俄羅斯的河流，位於堪察加半島，河道全長約304公里，河水主要來自融雪和雨水，最終注入品仁納河，每年十一月至翌年六月結冰。